# Планщица
Планщица е река в България, Софийска област – община Самоков и Област София, протичаща изцяло в Плана планина, ляв приток на река Искър. Води началото си от землищата на селата Горни Окол, Долни Окол и Плана. Дължината ѝ е 22 km.
Река Планщица е символ на планината и с право носи това име. Извира от Плана и остава в нея до вливането си в река Искър при „Златната рибка“. Началните ѝ извори са в м. Букака, северно от връх Стрельо, м. Селски рид и западните склонове на връх Мухчел. Много потоци се спускат и от източните склонове на връх Манастирище. В горното си течение водите на реката се промушват през естествени гори от Бял бор, след което излизат в широка красива долина с тучни ливади и пасища по десния и бряг. После навлизат в тясна клисура, образувана от обраслите с гъсти широколистни гори Дълги рид и Чилип чука и достигат Искъра. Реката тече в северна посока, като в долната си част речната и долина става значително по-дълбока.
Планщица се влива в река Искър при ресторант „Златна рибка“ на шосето София – Самоков.
В долината на Планщица е изградена наземната сателитна станция „Плана“ на Българската телекомуникационна компания.
По-голямата част от поречието на реката е включено в защитената зона Плана от Натура 2000 по директивата за местообитанията.

## Топографска карта
- Лист от карта K-34-59. Мащаб: 1 : 100 000.